# 环颈鸻

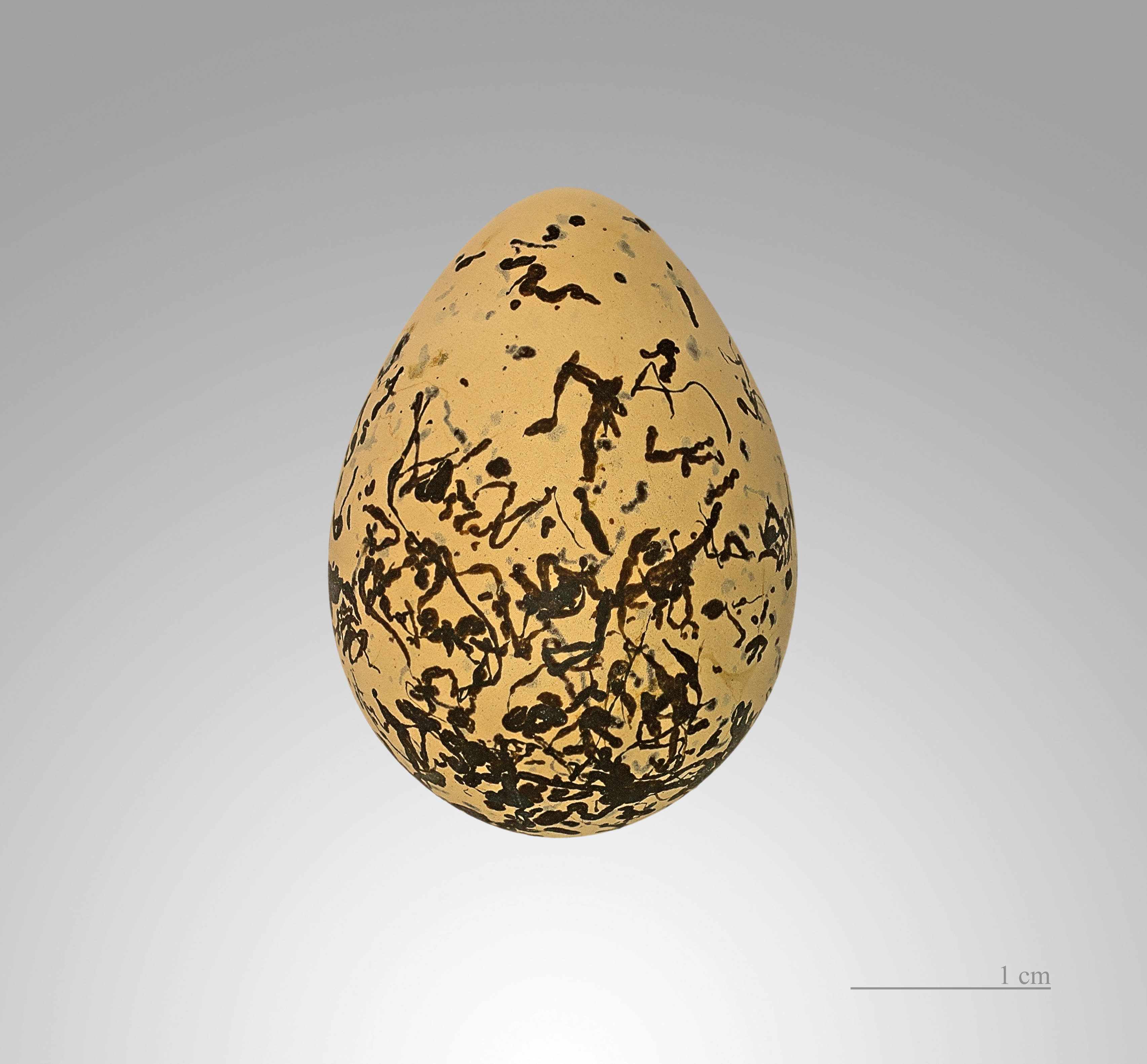
Charadrius alexandrinus

环颈鸻（学名：Anarhynchus alexandrinus）为鸻科弯嘴鸻属的鸟类，又名環頸鴴，曾被分类在鸻属。该物种的模式产地在埃及。
東方環頸鴴是一種小型涉禽 （40—44 g（1.4—1.6 oz）），屬於鴴科，主要在鹽湖、潟湖和海岸繁殖，並棲息於沙丘、沼澤、半乾旱沙漠和苔原。 雌雄鳥的羽毛顏色都較淺，具有白色的腹部、灰棕色的背部、黑色的腿和黑色的喙；然而，雄鳥還有非常深色未完全環繞的胸帶，以及頭部兩側的深色斑紋，因此東方環頸鴴被認為是性二型的物種。
東方環頸鴴的地理分佈範圍廣泛，從10º到55º的緯度都有，分佈於北非洲（如塞內加爾）的大陸和維德角群島等島嶼、中亞洲（如中國的鹼性湖泊）以及歐洲（包括西班牙和奧地利的小型族群）。有些族群是遷徙性族群，通常在冬季遷徙至非洲，而其他族群，如一些島嶼族群，則不進行遷徙。 它的英語名稱來自於肯特郡，該鳥類曾在那裡出現，但自1979年以來不再在英國繁殖。
東方環頸鴴是地面築巢的鳥類，通常偏好遠離濃密植被和人類活動的低矮、開放、潮濕的築巢地點。牠們使用多種材料來建造巢穴，主要包括貝殼、石子、草和樹葉，並在地面挖出一個小坑作為巢穴。 和大多數鴴科鳥類一樣，東方環頸鴴主要是食蟲性，依賴環境使用奔跑與停下的方式來捕食各種節肢動物和無脊椎動物。

## 分類
東方環頸鴴最早由瑞典博物學家卡爾·林奈於1758年在其著作《自然系統》第十版中使用雙名法Charadrius alexandrinus正式描述。林奈基於瑞典博物學家弗雷德里克·哈塞爾奎斯特於1757年發表的埃及鳥類描述進行了這一命名。 1801年，鳥類學家約翰·萊瑟姆提出該物種的另一個雙名法Charadrius cantianus（現為次同名異名），並引入了「Kentish plover」的英文名稱，因為他的標本是於肯特郡桑威治鎮附近射殺的。 2022年發表的一項分子系統發生學研究發現鴴屬（Charadrius） 是並系群。基於此，該屬被重新劃分，而包括東方環頸鴴在內的一個分支被移到了此前僅包含彎嘴鴴的屬中。
北美的雪鴴曾被視為東方環頸鴴的亞種。然而，2009年發表的一項研究發現牠們事實上足夠獨立，應被視為不同的物種。 2023年，有人提議應將南印度和斯里蘭卡的亞種seebohmi提升為一個完整的物種。並基於猴神哈奴曼在史詩羅摩衍那中建造了連接印度與蘭卡的橋樑，提出了「哈奴曼鴴」這個英語名稱。
目前認可的三個亞種包括：
- A. a. alexandrinus （林奈, 1758） – 西歐沿海地區（曾經包括不列顛群島）、馬卡羅尼西亞（西北非洲以西）、北非，偶見於塞內加爾；內陸通過中亞到達西北、印度次大陸中北部、蒙古中北部和中國北部。在中国大陆，分布于内蒙古、青海、四川、贵州、云南、西藏等地。该物种的模式产地在埃及。[19]
- A. a. nihonensis （德尼根, 1941） – 庫頁島及千島群島（俄羅斯東南部）、北海道至琉球群島、朝鮮半島、中國東北、東部及台灣。在中国大陆，分布于江苏、浙江、福建、广东、海南等地。该物种的模式产地在日本。[20]
- A. a. seebohmi （哈特特, EJO & 傑克遜, AC, 1915） – 南印度和斯里蘭卡

## 描述

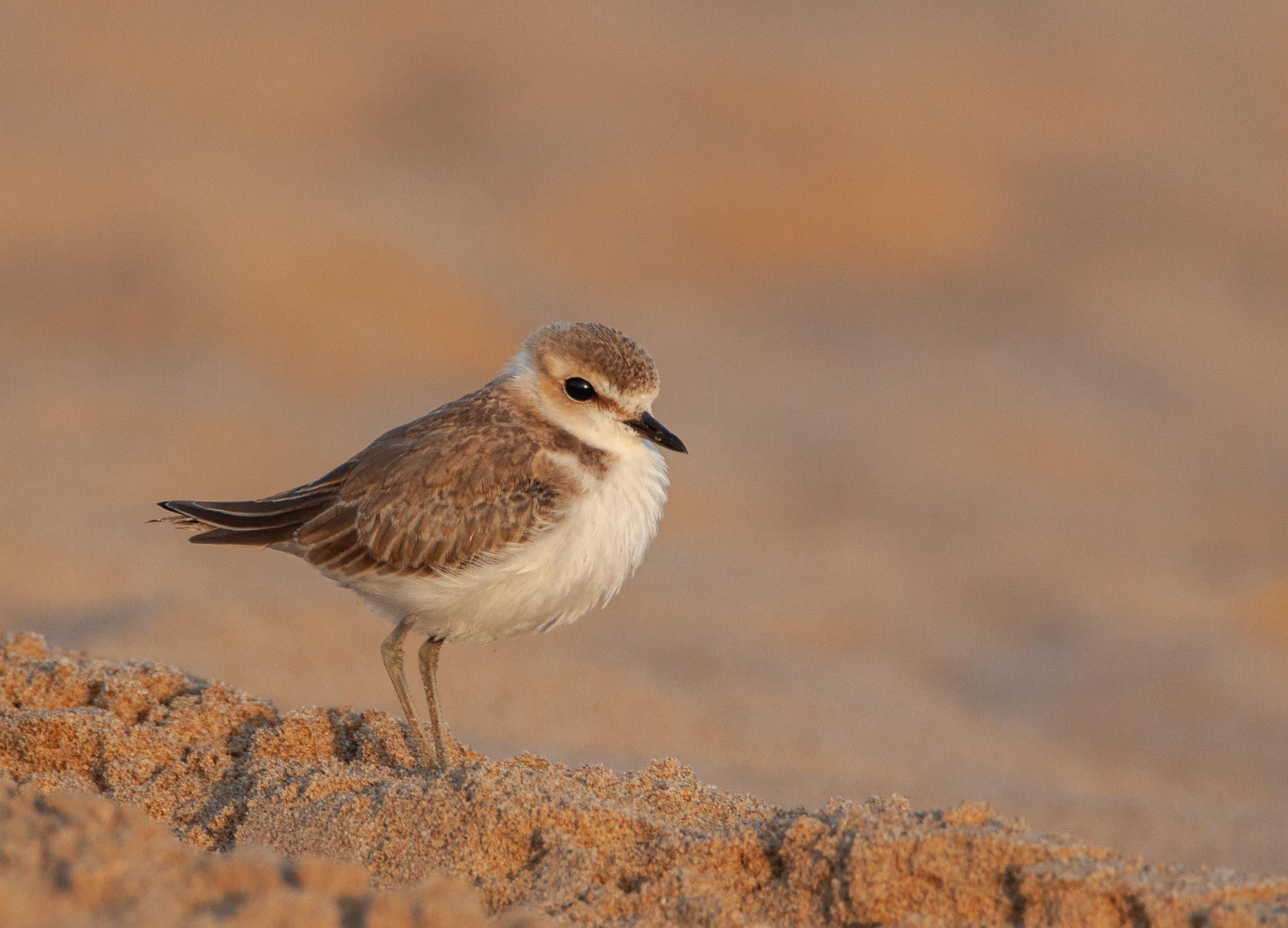
東方環頸鴴

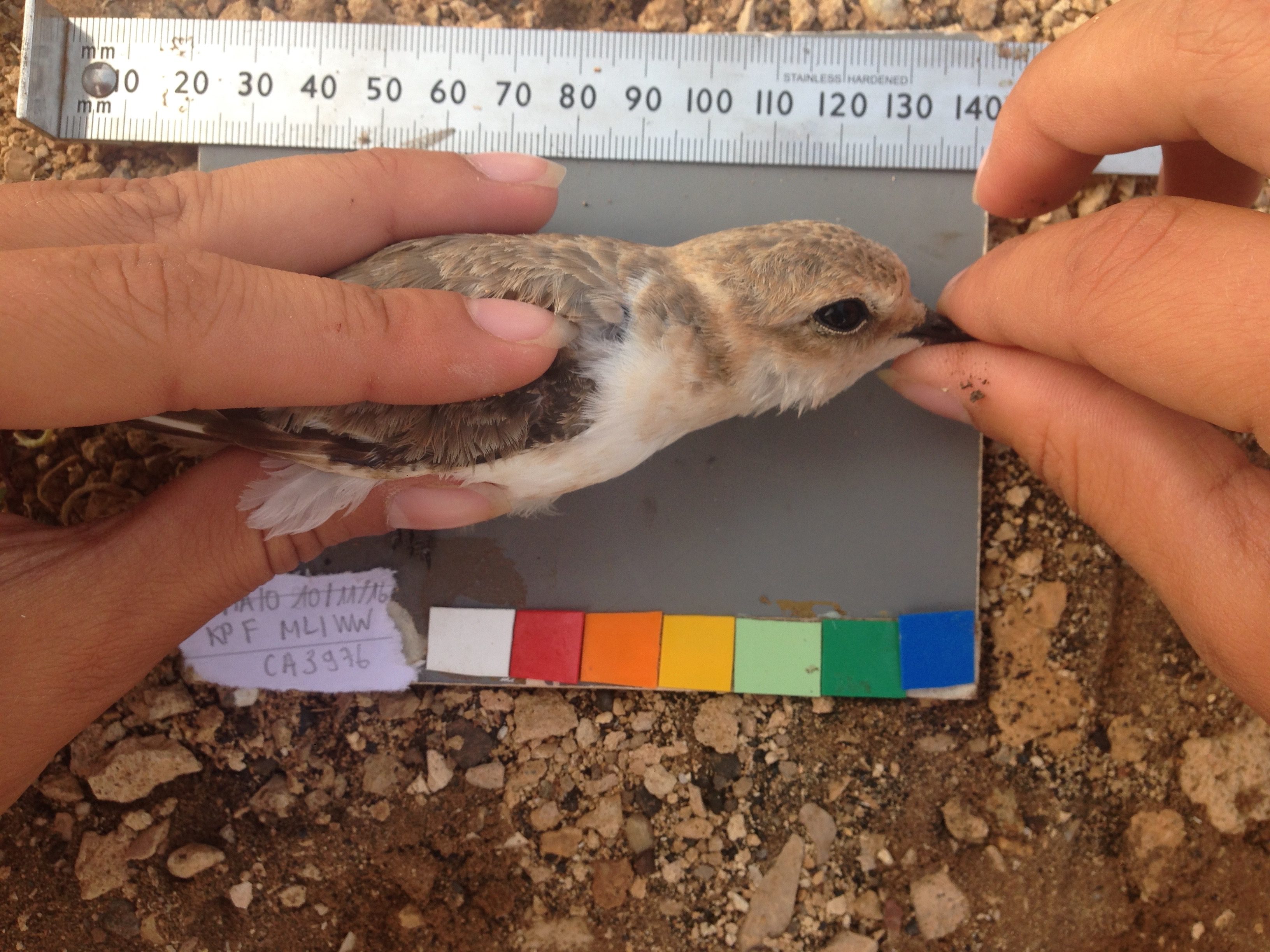
東方環頸鴴雌性成鳥

東方環頸鴴是一種小型濱鳥，成鳥約重40克。雌雄鳥均具有黑色的喙和深色的腿，但成鳥有性二型的羽毛。在繁殖季節，雄鳥有黑色的橫向頭帶、兩側各有兩條未完全連接的深色胸帶、黑色的耳覆羽以及紅褐色的後頸和頭頂（儘管不同繁殖族群之間存在一些變異），而雌鳥在這些區域顏色較淡，且沒有深色的斑紋。 在繁殖季早期，由於生物裝飾非常顯著，雄雌鳥之間的區別容易辨識，但隨著繁殖季的進展，兩性之間的差異逐漸減少。此外，雄鳥的跗骨和側腹羽毛比雌鳥長。 較長的側腹羽毛被認為在孵卵和育雛中有優勢，因為羽毛的品質與熱絕緣性相關。  
有多個顯著因素可以預測東方環頸鴴的羽毛裝飾。首先，繁殖季的推進與降雨量之間的相互作用似乎會影響羽毛裝飾。在降雨量高的地區，雄鳥的裝飾會隨著繁殖季的進展變得更加複雜，而在降雨量低的地區，雄鳥的裝飾會變得更淡。其次，繁殖系統和性別之間的相互作用可以預測羽毛裝飾的程度。在多配偶制族群中，性別裝飾更為顯著，從而產生比單配偶制族群更強的性二型性特徵。這一差異特別體現在雄鳥身上，在多配偶制族群中，雄鳥的裝飾更深且更小，而在一夫一妻制族群中，雄鳥的裝飾較淡且較大。這被認為是裝飾大小和強度之間平衡的結果。

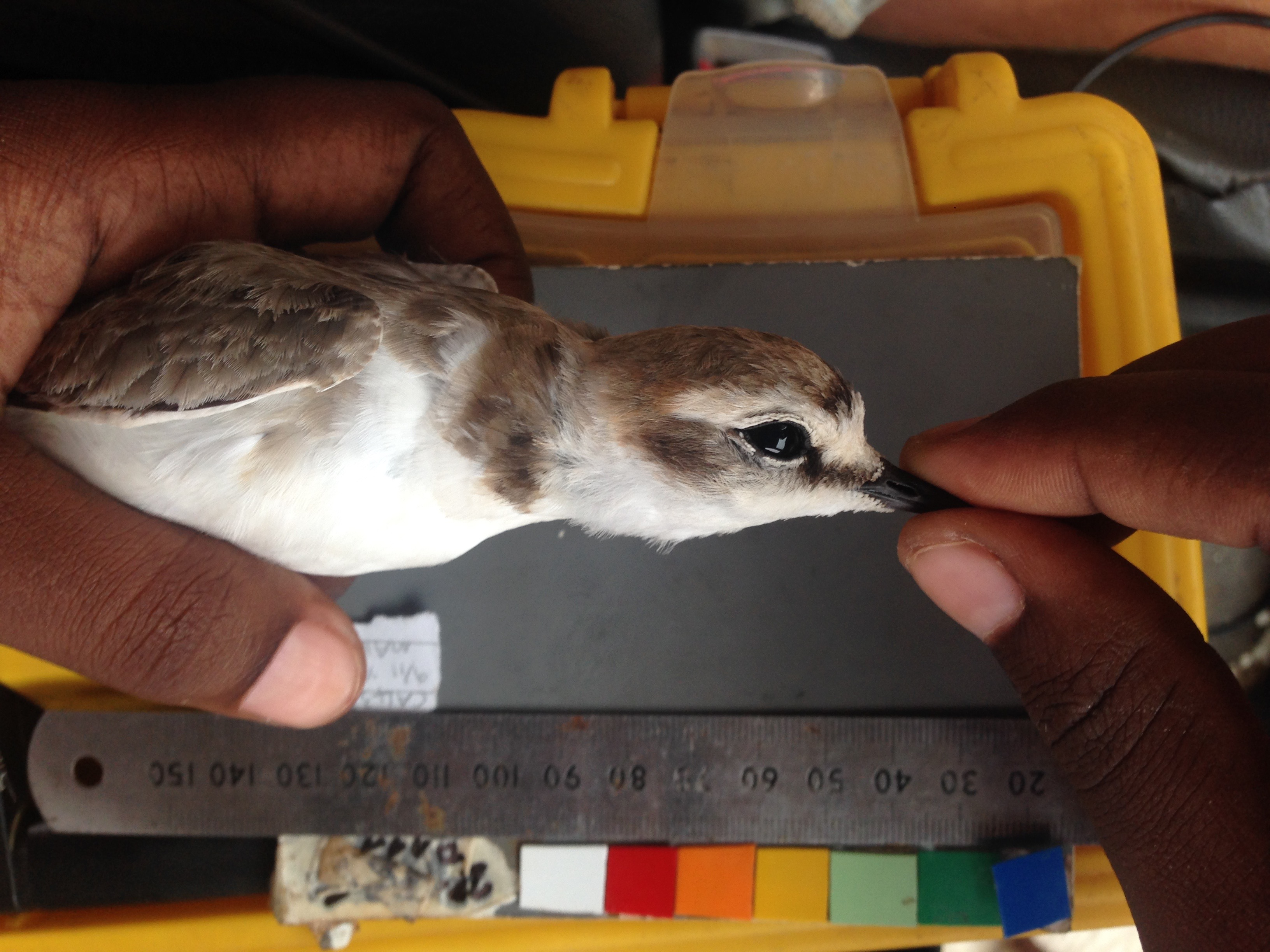
A male Kentish plover

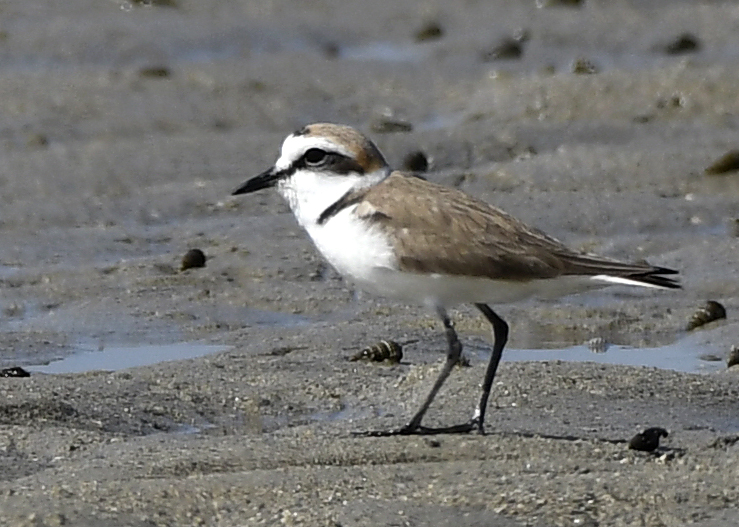
A male in breeding plumage, Narara, Jamnagar, India

## 分佈、遷徙及棲地

### 分佈
東方環頸鴴具有非常廣泛的地理分佈，其棲地不僅在空間上而且在環境上都存在變化。牠們已知在多種棲地中居住和繁殖，從地面溫度達到50 °C的沙漠到苔原不等。這種物種的繁殖區域涵蓋了歐洲、亞洲和非洲。 在歐洲，族群通常分佈在西部；儘管匈牙利曾有繁殖族群，東方環頸鴴現在已不再在那裡繁殖。在非洲，族群分佈在塞內加爾的南部海岸和地中海北部海岸，以及紅海沿岸。繁殖區域繼續沿著阿拉伯半島、沙烏地阿拉伯、卡達和巴林延伸至中東。小型族群也可見於島嶼上，如維德角群島、加那利群島和亞速爾群島。它在澳大利亞是稀有的迷鳥。 一些族群不進行遷徙，例如馬約島（維德角）族群，但其他族群可進行相當距離的遷徙，例如在北非過冬的鴴鳥已知在春季遷徙至土耳其和希臘。在西歐繁殖的某些鳥類已知遷徙距離不遠，只在歐洲範圍內，但有些會遷徙，主要到達西非。

### 棲地與遷徙
繁殖棲地最常見的是鹼性湖岸、濕地、鹽沼和海岸地區，這與一項研究的結果相符，該研究探討了哪些環境適合作為東方環頸鴴的繁殖棲地。通過分析所有已知巢穴的四個變量，研究發現鴴鳥偏好在低海拔、低植被、高濕度和遠離人類活動與聚落的地方築巢。

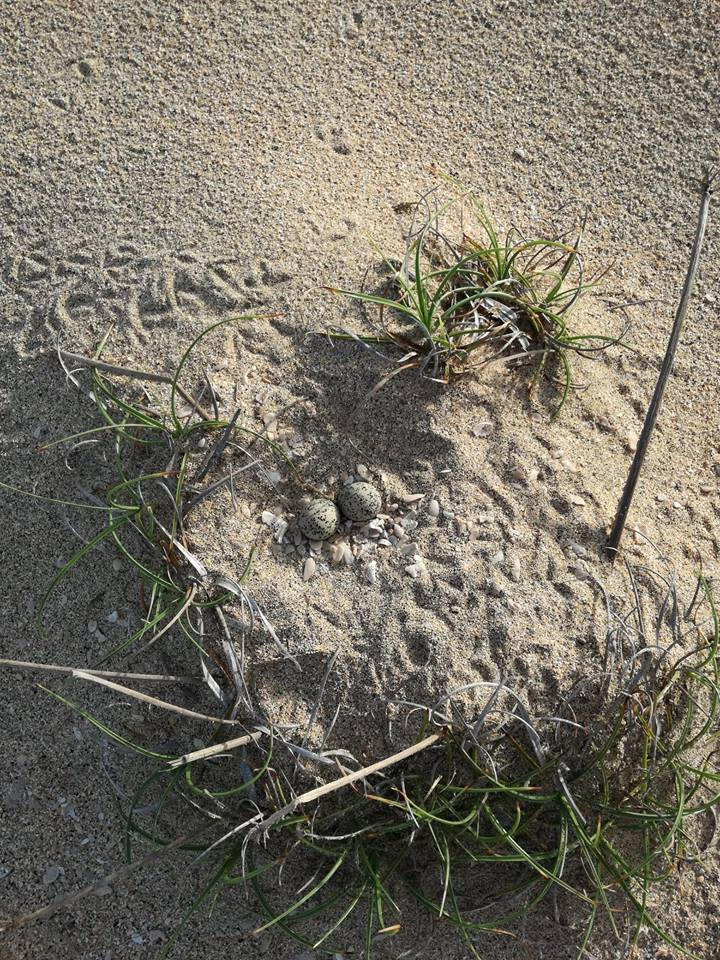
東方環頸鴴的巢

曾觀察到父母將雛鳥從食物稀少的地區轉移到食物豐富的地區，隨後雛鳥在食物豐富的地區變得更為強壯。這表明父母會有策略地移動雛鳥並改變棲地。移動雛鳥有其好處：保護雛鳥免受捕食者侵害，獲取更多食物，避免食物和空間的競爭，避免因競爭而可能發生的殺嬰，以及避免來自其他個體的領地防禦。然而，這是一種取捨，因為移動雛鳥也有其成本：移動會消耗大量能量，尤其對年幼的雛鳥來說，因此雛鳥的成長可能會因能量用於移動而非成長而受阻；在穿越開闊區域時，因飢餓或捕食而導致死亡的機會增加；而高食物區域可能已經有大量捕食者。總體而言，移動到食物更豐富的區域有助於雛鳥的成長和族群的存活，因此提高了父母的繁殖成功率，這就是為何父母會移動雛鳥。研究還發現，體型較大、較重的雌鳥更可能移動雛鳥，或許是因為它們能夠更好地保護雛鳥免受鄰近父母的威脅。

## 行為與生態

### 繁殖

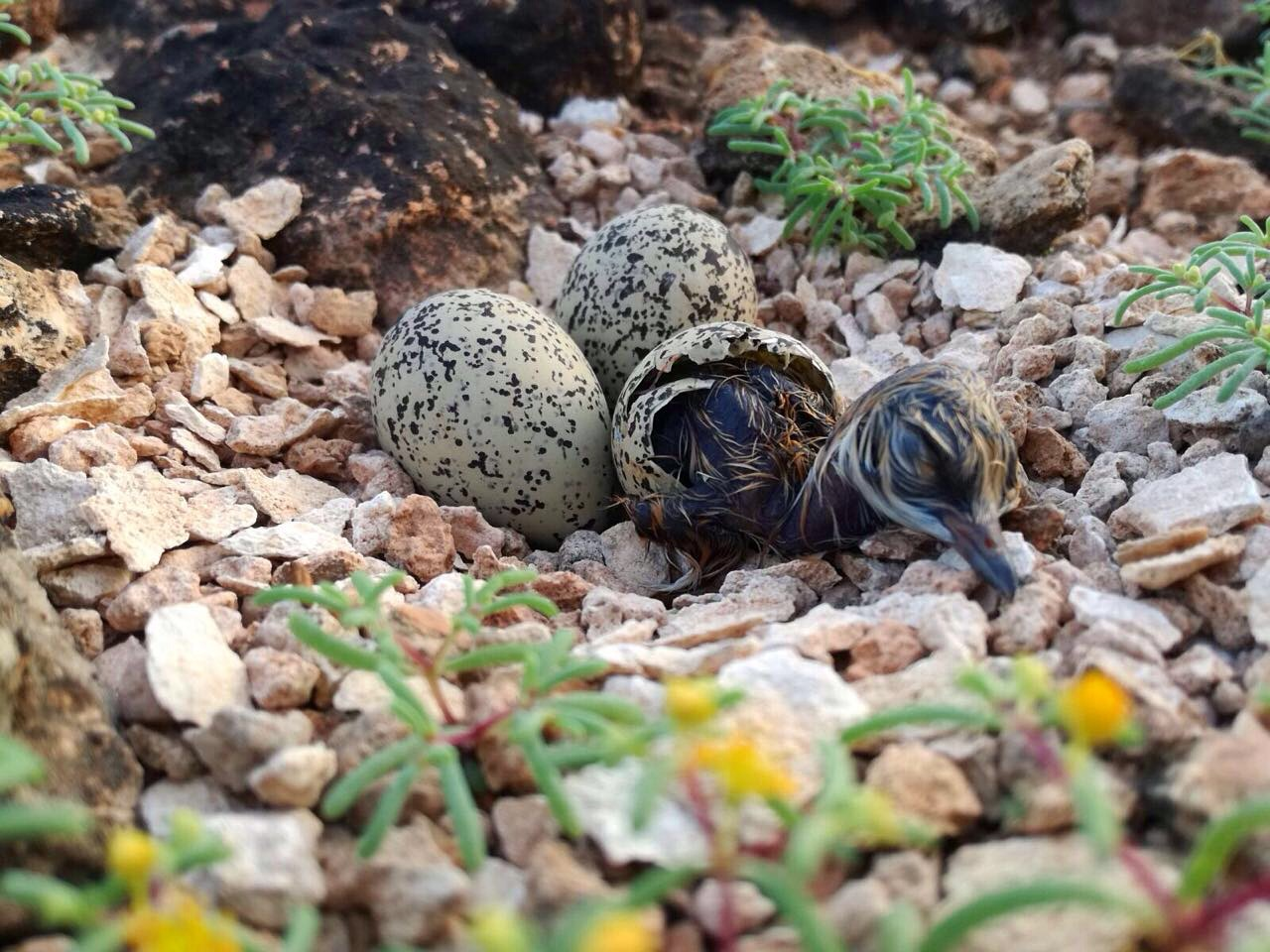
孵化中的東方環頸鴴雛鳥, 馬約(maio)，維德角, 2016

東方環頸鴴具有特別靈活的繁殖系統，包括族群內的一夫一妻制和多配偶行為。已知繁殖配對會在次年回到同一配偶進行繁殖，但也觀察到在繁殖季節之間或之內更換配偶的情況。
除了更換配偶外，在一些族群中還觀察到額外配偶繁殖行為（EPF），如雌鳥與額外配偶雄鳥交配（EPP - 額外配偶父權）或雄鳥與額外配偶雌鳥交配，而後者將其卵產在雄鳥的巢中（QP - 類寄生行為）。關於為何會發生這種額外配偶繁殖行為，有一種理論認為這種機制是為了避免近親繁殖的不利影響。這一理論得到了Blomqvist等人的研究支持，研究表明當繁殖配偶彼此間關係更近時，額外配偶繁殖行為更為常見。另一種理論認為，雌鳥可能會尋求與高品質雄鳥進行額外配偶繁殖，以獲得優良基因給它們的兒子，這符合‘性感兒子’假說。東方環頸鴴的繁殖季通常持續2至5個月，具體時間取決於特定族群。繁殖配偶可以在同一繁殖季節中多次更換伴侶並替換失敗的巢穴，而無論是雄鳥還是雌鳥都可以由於更換伴侶和額外配偶繁殖而養育多個巢。 東方環頸鴴的求偶展示也在不同的族群間存在差異，尤其在社會一夫一妻制和多配偶制族群之間。例如，在多配偶制族群中，無論是雄鳥還是雌鳥的求偶時間都顯著長於一夫一妻制族群。求偶展示包括主動姿勢，如快速奔跑、築巢（在地面上挖出小淺穴，後來發展成巢穴），以及為捍衛繁殖領土而進行的爭鬥/奔跑（主要由雄鳥進行）。

### 領地
東方環頸鴴棲息於靠近水源的沙地或鹽沼地區。內陸族群可在鹼性或鹽鹼湖泊、池塘或水庫附近找到，而棲息在沿海地區的族群則可在半沙漠地區，例如貧瘠的海灘、潟湖附近、沙丘或海灘上的沙石採集區。 

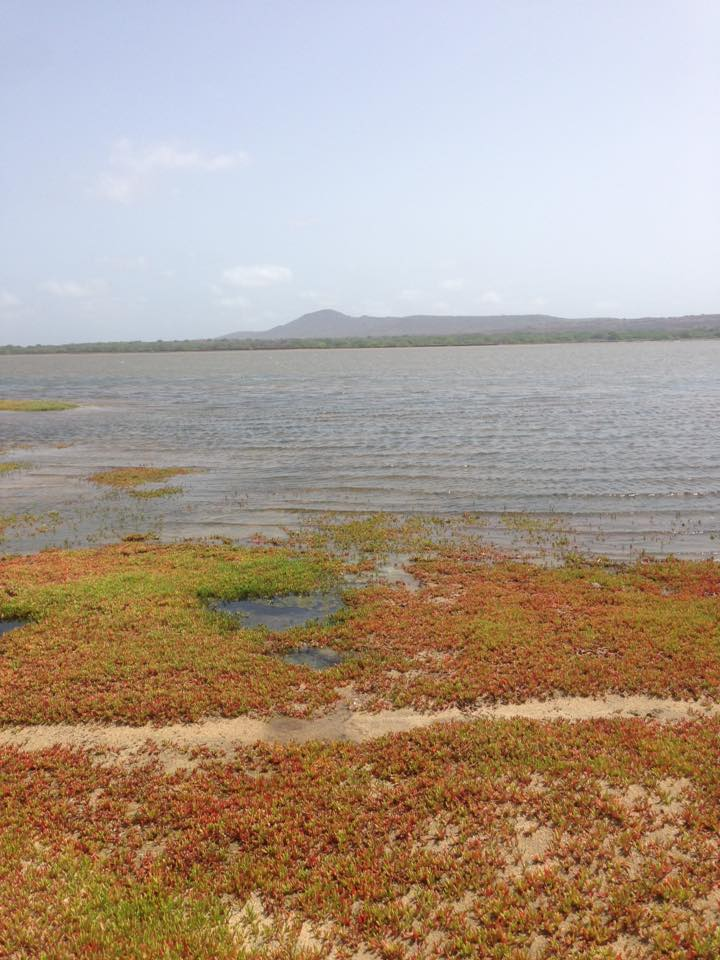
英格爾斯港薩利納, 東方環頸鴴的棲息地, 馬約，維德角

東方環頸鴴是領域性的岸鳥；雄鳥通常擁有一個領地並透過求偶展示來吸引雌鳥。父母積極地通過追逐、戰鬥或姿態來保護巢穴領地免受掠食者的威脅。當掠食者接近巢穴時，東方環頸鴴會迅速跑離巢穴，並開始進行干擾展示，以吸引掠食者的注意力並將其引離巢穴。這些展示包括鳴聲或在地面上拍打翅膀爬行。雄鳥通常比雌鳥更具攻擊性，但雌鳥則會執行更冒險的防禦行為。 當東方環頸鴴的領地受到侵犯時，牠們會侵入鄰近家庭的領地，這時雄鳥之間經常發生打鬥，因為東方環頸鴴感到牠們的雛鳥受到了威脅。在這類打鬥中，有時會導致雛鳥受傷甚至死亡。 當掠食者接近時，雛鳥通常會試圖找到藏身之處，蹲伏並保持靜止以避免被發現。當牠們長大後，會嘗試與父母一起逃跑。

### 築巢與孵卵

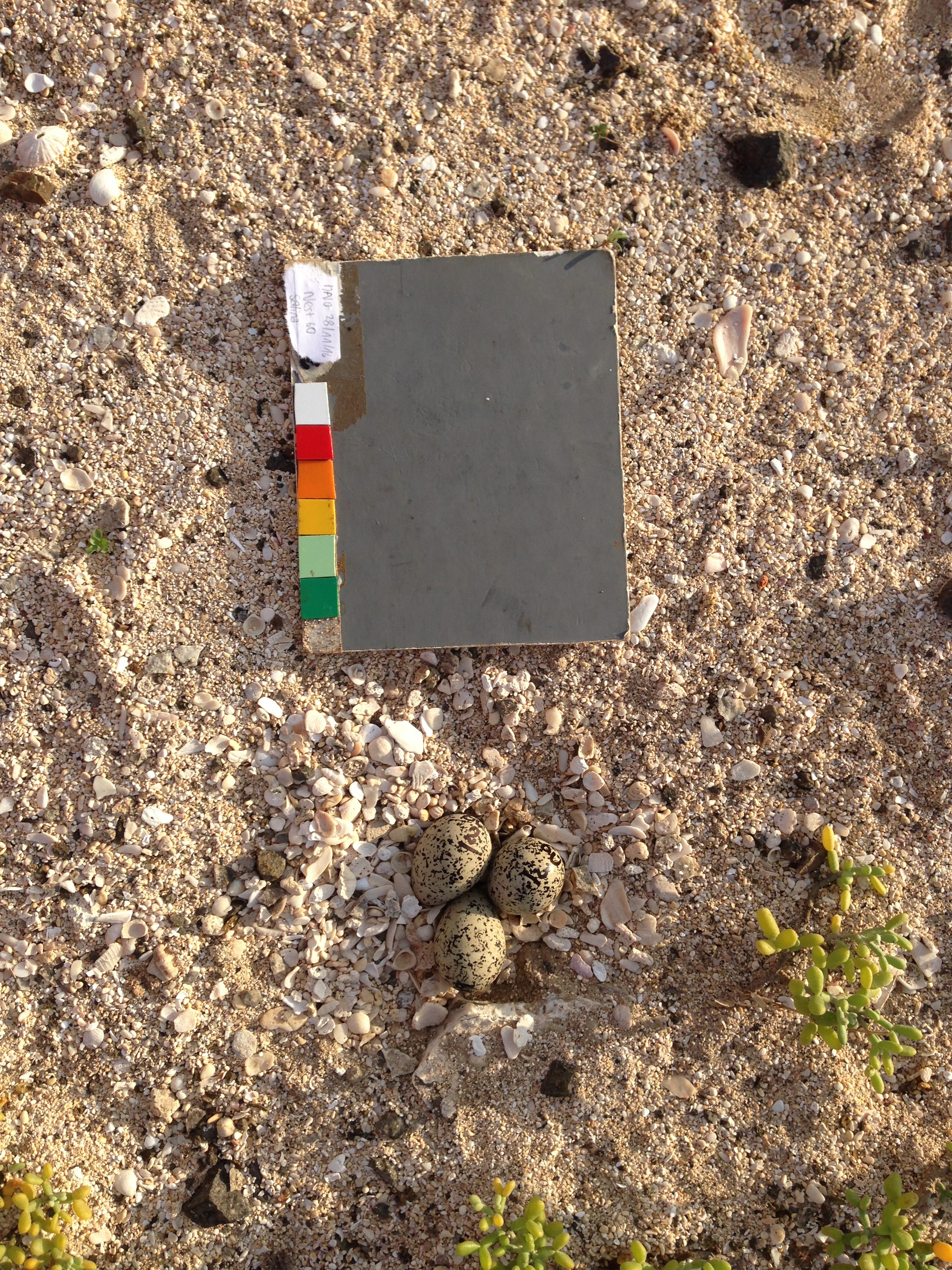
東方環頸鴴鳥巢，附標準灰卡

東方環頸鴴或是單獨築巢，或是以鬆散的半群居方式築巢。牠們是地面築巢的鳥類，在求偶期間由雄鳥在裸露的地面上挖掘小淺穴以準備放置蛋。選擇繁殖地對於巢穴和雛鳥的生存至關重要；巢穴通常位於靠近水源的裸露土地上或稀疏植被中，往往選在略微升高的位置，以便有良好的視野可以遠距離觀察掠食者，或者選在靠近小灌木、植物或草叢的地方，這些地方可以部分遮蔽蛋免受掠食者的侵害。 巢穴內填滿了築巢材料，例如鵝卵石、小貝殼碎片、魚骨、小樹枝、草和其他碎屑。 平均卵巢大小為三枚蛋，儘管有些巢穴僅有一或兩枚蛋。在新築或未完成的巢穴中，蛋通常完全暴露，但隨著孵化期的進展，築巢材料的數量增加，蛋幾乎完全被覆蓋。 在孵化期間，東方環頸鴴會為了覓食或進行其他自我保健活動而不時離巢。為了彌補因此而造成的缺席和增加的掠食風險，牠們會使用築巢材料來覆蓋和偽裝蛋，並保持其隔熱性。 東方環頸鴴會主動調節築巢材料的數量。這在一項通過人為增加或減少築巢材料數量的實驗中得到了證實。在24小時內，東方環頸鴴已將築巢材料恢復到原來的數量。 這具有優勢，因為築巢材料有助於良好的蛋隔熱，從而防止蛋溫波動 （因此避免胚胎失溫） 並減少父母孵化的能量消耗。 通過調節築巢材料的數量，東方環頸鴴平衡了築巢材料的優勢（如隔熱和防掠食）與劣勢（如過熱）。 孵化是指通過孵鳥將蛋保持在最佳溫度（即37°C至38°C之間），以促進鳥類胚胎發育，其中大部分熱量來自孵化的鳥類。 東方環頸鴴的蛋由雌雄雙方孵化，孵化期為20至25天；雌鳥主要在白天孵卵，而雄鳥則在夜間孵卵。 雌性東方環頸鴴通常在白天會減少體重，這是意料之外的，因為雄鳥會在一段不固定的時間內替換牠們。如果雌鳥單獨孵卵，這種損失會更大。這種減少是孵化過程中的一種代價，源於脂肪儲備的耗盡和水分的蒸發。

## 親職照顧

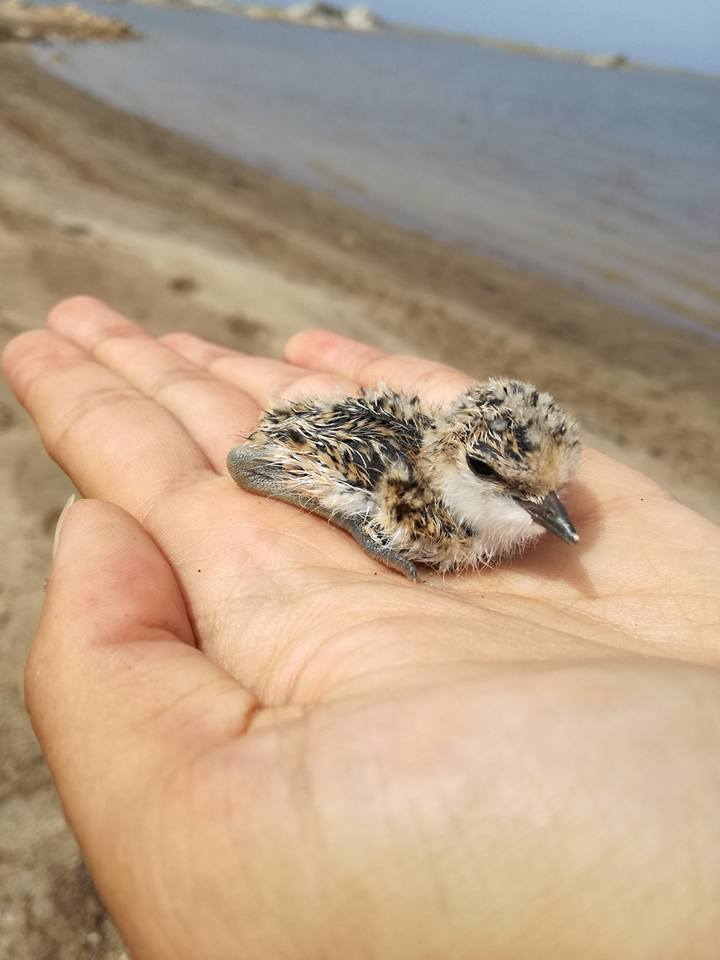
東方環頸鴴雛鳥

鳥類的親職照顧方式各有不同，而東方環頸鴴的機制與其他岸鳥略有不同。如上所述，雙親共同孵化蛋，但在蛋孵化後，雙親並不一般會一起留下來照顧雛鳥。有時其中一個親鳥會在不固定的時間後離開雛鳥，這稱為棄巢。棄巢是指「在後代尚未能獨立生存之前，由一方或雙方親鳥終止照顧的行為」， 通常發生在雙親共同陪伴雛鳥一週後。棄巢行為在雄性和雌性中均有觀察到，但雌性棄巢的頻率顯著高於雄性。  
研究表明，無論是雄性還是雌性東方環頸鴴，都能夠單獨提供足夠的照顧，因此並非由於親鳥能力的差異來決定誰棄巢，誰留下照顧雛鳥。然而，研究也表明，棄巢後，雌性比雄性更有可能再次成功繁殖，這可能是因為許多東方環頸鴴族群維持著雄性偏多的操作性性比（OSR，即活躍繁殖的雄性與雌性的比例）。因此，有一個假說認為，棄巢所獲得的繁殖成功機會是決定誰棄巢的真正因素。  
簡而言之，雄性和雌性對雛鳥的照顧能力相當，但雌性棄巢所獲得的收益比雄性更多，導致雌性棄巢的比例高於雄性。未棄巢的親鳥在雛鳥孵化後的20天內，會繼續為雛鳥保暖，這段時間內可能達到80%，因為早熟的雛鳥容易受到外部溫度的影響。  
如果親鳥感覺蛋或雛鳥受到攻擊，牠們會假裝受傷，以吸引掠食者的注意力。

## 鳴聲
警告聲，稱為kittup鳴聲，經常在地面或空中聽到，可能單獨出現，或與tweet聯合出現，聽起來像too-eet。威脅音被描述為一種「叮噹的金屬聲，dwee-dwee-dweedweedwee的聲音」。

## 覓食
東方環頸鴴通常單獨覓食，或在非繁殖季節以20-30隻的鬆散群體覓食，有時會加入多達260隻不同物種的更大群體。 牠們的主要食物來源是微小的水生和陸生無脊椎動物，如昆蟲及其幼蟲（例如甲蟲、蚱蜢或蒼蠅）、軟體動物、甲殼類動物、蜘蛛和海洋蠕蟲。 牠們是視覺覓食者，經常在湖泊、潟湖或池塘的岸邊，在富含無脊椎動物的潮濕土壤區域覓食。 牠們透過觀察、停下或奔跑後啄食來捕捉獵物，但也會挖掘沙子尋找獵物，或張嘴捕捉蒼蠅。 東方環頸鴴辨識獵物的能力受到光線、風和雨的影響。 在夜間，牠們的覓食能力可能會受到限制，但研究表明，由於牠們的眼睛較大且視網膜的視覺敏感度較高，東方環頸鴴具有良好的夜視能力。

## 狀況與保育

### 狀況
東方環頸鴴在紅色名錄中被列為無危，因為它擁有非常廣泛的分佈範圍。

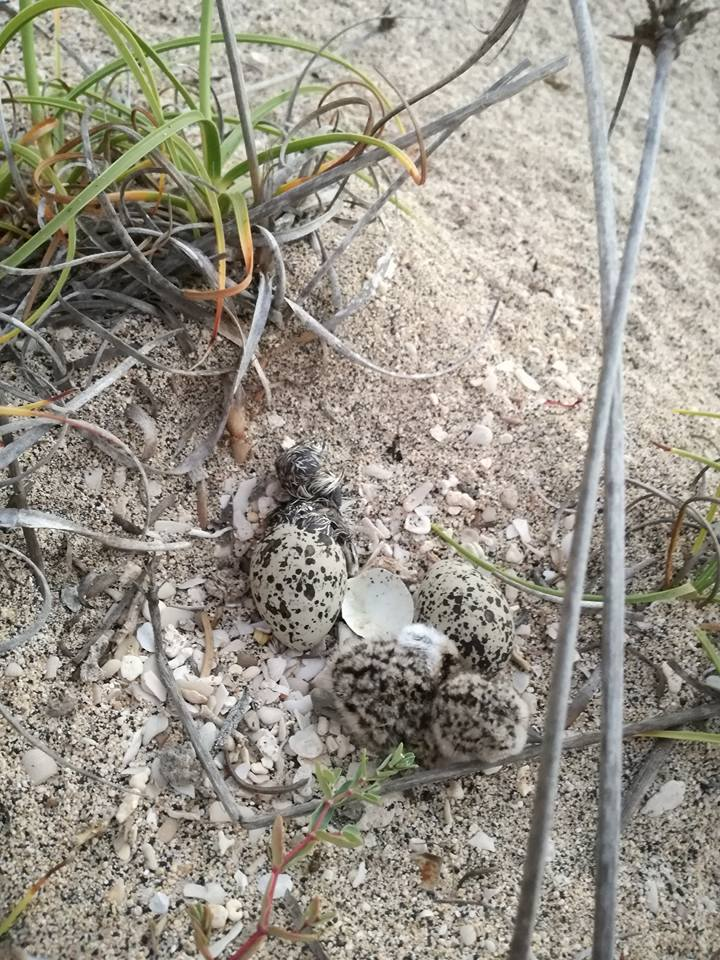
一隻正在破殼的東方環頸鴴雛鳥、它的兄弟姊妹和一顆蛋

儘管某些族群的趨勢尚不明確，東方環頸鴴的全球總體數量持續下降。 歐洲的族群估計有43,000至70,000隻，約佔全球總數的15%（全球總數估計在100,000至500,000隻）。

### 威脅
這個物種面臨的主要威脅是棲地的喪失和干擾。人類活動，如遊客穿越受保護區域、污染、不可持續的採集和城市化，可能會破壞巢址。農村人類活動也會影響鴴的族群，例如漁民經常穿越受保護的繁殖地，並帶來大量已知會捕食鴴蛋的狗。繁殖中的鴴在有狗出現時，對人類干擾的反應特別強烈， 因為這種情況被視為掠食風險更大的背景。 自然掠食者也是一個問題，許多這些掠食者在鴴的繁殖地附近異常茁壯地生長，例如在佛得角Maio的褐頸渡鴉（Corvus ruficollis）、沙特阿拉伯的白尾獴（Ichneumia albicauda）和阿布扎比瓦斯巴濕地保護區的荒漠巨蜥（Varanus griseus）。據認為，這些掠食者被繁殖地的大量獵物吸引，這種現象被稱為「蜜罐效應」。 全球變暖和氣候變化也對鴴的繁殖和居住區域的可用性造成影響。已知東方環頸鴴喜歡在低海拔靠近水域的地方築巢，而在沙特阿拉伯進行的一項研究發現，研究區域中有11%的巢位於海平面以下，因此海平面上升預計將對這些低處巢造成災難性後果。

### 管理
東方環頸鴴目前列入了歐盟鳥類指令的附錄I和《伯恩公約》的附錄II。  
為保護這個物種，建議的保育措施包括通過在繁殖地創建或擴展受保護區域來保護它們的自然棲地。這對於阻止污染、土地開墾和城市化至關重要。應控制並盡量減少人類的干擾。